# 久野能弘
久野 能弘（くの よしひろ、1937年3月17日 - 2017年9月24日 ）は、日本の行動療法家。臨床心理士・専門行動療法士。金沢大学名誉教授。専門は行動療法。京都府生まれ。

## 経歴
- 関西学院大学文学部心理学科卒業、同大学院文学研究科修士課程修了、同大学院博士課程単位取得後退学。
- 大村病院（武庫川病院分院）臨床心理室を経て、兵庫医科大学講師・助教授、金沢大学文学部教授を経て、2000年4月より中京大学心理学部教授・大学院心理学研究科教授。中京大学臨床心理相談室長。
- 2007年3月に同大学を定年退職し、5月より名東福祉会にて顧問を務め、児童行動療育センター「たけのこの家」にて行動療法を中心技法とした障害児療育を行う。
- 京都芸術大学、梅花女子大学、関西学院大学社会学研究科・文学研究科、関西大学文学研究科、立命館大学文学部、広島修道大学、神戸松蔭女子大学教育研究科、追手門学院大学文学研究科、愛知学泉大学生活科学部にて非常勤講師を務めた。
- 関西大学文学部、関西学院大学文学部・社会学部、大阪市立大学生活科学部、立命館大学文学部、宮崎大学教育学部、広島修道大学人文学部、名古屋大学教育学部、追手門学院大学文学部、九州大学教育学部にて集中講義を行った。
- 2004年10月に開催された日本行動療法学会第30回大会の大会長を務めた。
- 石川県精神保健福祉協会副会長、石川県被害者援護協会委員などを歴任した。

## 所属学会
- 日本認知・行動療法学会（旧日本行動療法学会）（名誉会員）
- 日本行動科学学会
- 日本心理臨床学会

## 主な著作

### 著書
- 松永一郎・久野能弘・島田修（編集）　1972　人間理解の心理学：現代の精神衛生　京都：峯書房
- 久野能弘（著）　1993　行動療法：医行動学講義ノート　京都：ミネルヴァ書房

### 分担執筆
- 久野能弘　1987　第1章行動アセスメントと行動評価　山上敏子（編著）　行動医学の実際　東京：岩崎学術出版社　Pp.-.
- 久野能弘　1988　　上里一郎（編）　心身障害児の行動療育　京都：同朋舎出版　Pp.-.
- 久野能弘　2000　条件づけの臨床的応用　今田寛（編著）　学習の心理学　東京：放送大学教育振興会　Pp.-.
- 久野能弘　2001　行動療法用語案内　山上敏子（編）　こころの科学99号　特別企画：行動療法　東京：日本評論社　Pp.99-109.
- 久野能弘　2004　第III部3章認知行動的な立場に立つカウンリングのプロセス：2節行動カウンセリングのプロセス　福島脩美・田上不二夫・沢崎達夫・諸富祥彦（編）　カウンセリングプロセスハンドブック　東京：金子書房　Pp.233-242.
- 久野能弘　2006　第II部強迫性障害の理解：第1章強迫性障害の行動理論　原田誠一（編）　強迫性障害ハンドブック　東京：金剛出版　Pp.67-81.

### 翻訳
- S.ヴィノキュアー（著）　佐久間徹・久野能弘（監訳）　1984　スキナーの言語行動理論入門　京都：ナカニシヤ出版
  - Winokur,S.　1976　A primer of verbal behavior : an operant view.　Englewood Cliffs, N.J. : Prentice-Hall.
- E.ショプラー・G.B.メジボフ（編集）　久野能弘・宮下照子（監訳）　1990　自閉症児の社会的行動　東京：岩崎学術出版社
  - Schopler,E. & Mesibov,G.B.　1986　Social behavior in autism.　New York : Plenum Press.